# Heitor (lenda arturiana)

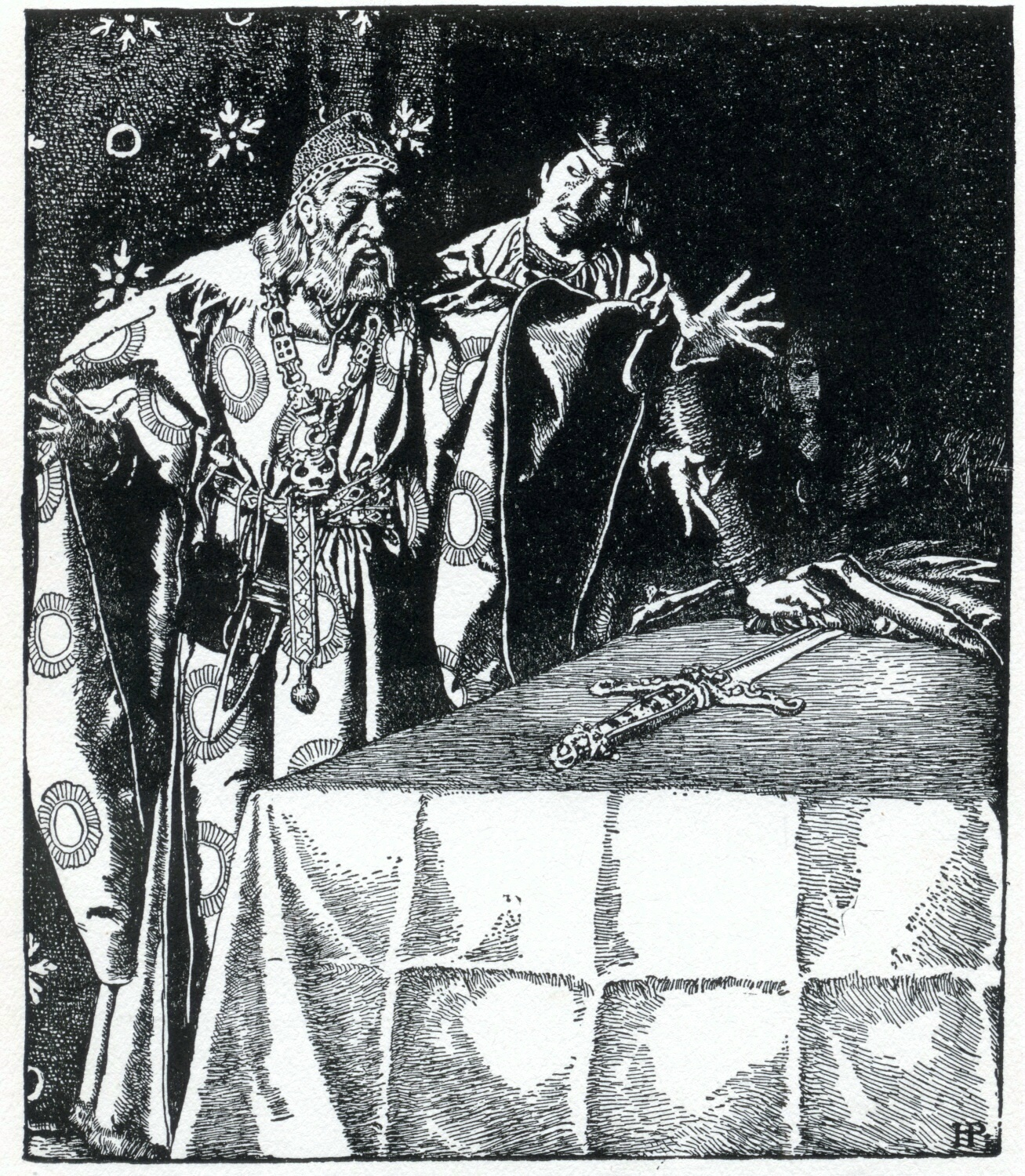
"Caio mostra a espada mágica a seu pai, Heitor". Ilustração de Howard Pyle para The Story of King Arthur and His Knights (1903)

Heitor (em inglês Hector ou Ector) é um personagem do Ciclo Arturiano da literatura medieval. 
Segundo a lenda, o mago Merlin entrega Artur quando ainda bebê a Heitor, que o cria como seu filho adotivo. Na obra Le Morte d'Arthur, de Thomas Malory (1485), Heitor é pai de Kay, que mais tarde se transforma no senescal da corte. Após o episódio da Espada na Pedra, em que Artur retira a espada Excalibur e torna-se por direito rei, Heitor revela que não é o pai verdadeiro do jovem Artur.